# 2011年海峽兩岸棒球對抗賽
2011年第一屆海峽兩岸棒球對抗賽由中國棒球協會和中華棒球協會於雲南西雙版納傣族自治州景洪市舉辦為期六天的棒球交流賽，參賽隊伍僅限於海峽兩岸，比賽於8月3日開始，冠軍於8月8日產生。因比賽地點遙遠且較偏僻，兩岸球隊旅程艱辛，此屆賽事亦被稱為「棒球絲路之旅」。

## 參賽隊伍
本賽事共有八支隊伍參賽，包含中国大陆的棒球职业联赛的前4強，以及台灣的四支業餘成棒隊伍。
- 中国大陆的棒球职业联赛隊伍：
  - 天津雄獅隊
  - 廣東獵豹隊
  - 江蘇希望之星隊
  - 四川蛟龍隊[2]
- 台灣業餘成棒隊伍：
  - 台北市成棒隊
  - 新北市成棒隊
  - 合作金庫棒球隊
  - 台灣電力棒球隊

## 賽制
賽事以台灣4隊一組，中國大陆4隊一組，預賽4場每一隊分別與另一組的隊伍比賽，兩組預賽名次相同的隊伍將於最後再度交手，因此最後冠軍由中國大陆分組冠軍與台灣分組冠軍交戰，而分組第二名爭季軍，第三名爭奪賽事第五名，第四名爭取第七名，若分組戰績相同，再比較失分率決定分組名次。

## 比賽結果
8月4日(四)：
- 台北市 15:6  江蘇省
- 新北市 12:1  廣東省
- 合作金庫 8:1 四川省
- 台灣電力 8:1 天津市[3]

8月5日(五)：
- 台北市 5:3 廣東省
- 新北市 4:5 天津市
- 合作金庫 12:2 江蘇省
- 台灣電力 6:3 四川省[4]

8月6日(六)：
- 台北市 7:4 天津市
- 新北市 2:1 四川省
- 合作金庫 7:4 廣東省
- 台灣電力 8:6 江蘇省[5]

8月7日(日)：
- 台北市 5:4 四川省
- 新北市 11:8 江蘇省
- 合作金庫 6:4 天津市
- 台灣電力 5:2 廣東省[6]

8月8日(一)：
- 台北市 4:3 廣東省
- 新北市 11:0 江蘇省
- 合作金庫 8:5 天津市
- 台灣電力 5:1 四川省[7]

| 隊伍           | 賽數 | 勝場 | 敗場 | 最終排名 |
| -------------- | ---- | ---- | ---- | -------- |
| 合作金庫棒球隊 | 5    | 5    | 0    | 1        |
| 天津雄獅隊     | 5    | 1    | 4    | 2        |
| 台灣電力棒球隊 | 5    | 5    | 0    | 3        |
| 四川蛟龍隊     | 5    | 0    | 5    | 4        |
| 台北市成棒隊   | 5    | 5    | 0    | 5        |
| 廣東獵豹隊     | 5    | 0    | 5    | 6        |
| 新北市成棒隊   | 5    | 4    | 1    | 7        |
| 江蘇希望之星隊 | 5    | 0    | 5    | 8        |

## 賽制爭議
台灣4支隊預賽戰績為15勝1負，因比賽採用特殊賽制，台灣卻只一支球隊進冠軍賽，台北市與台灣電力戰績為全勝，卻因失分率較合作金庫高，只能爭奪3、5名，新北市預賽3勝1負，卻只能爭第7名。反之，中國大陆組四川蛟龍隊、江蘇希望之星隊與廣東獵豹隊戰績為全敗，僅天津雄獅隊1勝3負卻可進冠軍賽。台灣某教練表示：「這種由賽制決定名次的方式，恐使獎盃失去意義。」新北市隊教頭陳述：「才不小心輸了1場，卻只能爭第7名了！」 許多球隊認為，海峽盃創立為促進兩岸球隊交流，此賽制偏袒中國大陆隊伍因其隊伍實力較弱，恐怕無法激發球隊比賽鬥志，也無法成功推廣棒球運動。有球隊建議明年第2屆輪由台灣主辦時能修改遊戲規則，兩岸球隊混合分為同一組，否則台灣球隊如同陪公子讀書，讓人難以服氣。

## 外部連結
- 中華民國棒球協會（页面存档备份，存于）（繁體中文）
- 中國棒球協會（页面存档备份，存于）（简体中文）